# Songs of a Dead Dreamer
Songs of a Dead Dreamer è l'album studio di debutto di DJ Spooky. È stato pubblicato da Asphodel Records il 2 aprile 1996.
Nel 2015, la rivista Fact lo ha inserito al numero 10 della lista "50 migliori album trip-hop di tutti i tempi".

## Tracce
1. Intro – 1:02
2. The Vengeance of Galaxy 5 – 1:12
3. Phase Interlude – 3:23
4. Galactic Funk (Tau Ceti Mix) – 6:48
5. Hologrammic Dub – 7:05
6. Dance of the Morlocks – 1:00
7. Juba – 5:24
8. Thoughts Like Rain – 5:41
9. Anansi Abstrakt – 11:35
10. Grapheme – 10:52
11. Phase Interlude Pt. 2 – 1:06
12. Nihilismus Dub – 4:13
13. The Terran Invasion of Alpha Centauri Year 2794 – 6:32
14. Time Out of Joint – 1:06
15. High Density – 6:31
16. Outtro – 0:20